# Esaias Boursse
Esaias Boursse, född 3 mars 1631 i Amsterdam, död 16 november 1672, var en nederländsk konstnär.
Boursse utförde vardagslivsbilder, särskilt interiörer med intryck från Rembrandt. Han skoms är parallell med Jan Vermeers. Tavlor av Boursse finns bland annat på Amsterdams Rijksmuseum och i några få andra gallerier.